# Pena d'inhabilitació
La pena d'inhabilitació és una pena consistent en la prohibició de l'exercici de drets civils o polítics.

## Espanya
A l'ordenament jurídic espanyol, aquesta pena pot ser especial o absoluta, en funció de l'abast de la restricció de drets, i és prevista al Codi Penal (CP) i a la Llei Orgànica del Règim Electoral General (LOREG).

### Inhabilitació especial
Consisteix en la privació de determinats drets i en la possibilitat d'obtenir-los durant el temps de la condemna. No obstant això, els drets concrets del reu subjectes a privació depenen, en primer terme, de la modalitat o variant d'aquesta inhabilitació que la Llei especifiqui i, d'aquí, el qualificatiu d'especial que completa la denominació d'aquesta pena. El Codi Penal de 1995, amb una millor diversificació que el seu antecedent de 1973, regula directament les següents modalitats:
a) Inhabilitació especial per a ocupació o càrrec públic (art. 42 CP)

Produeix la privació definitiva de l'ocupació o càrrec sobre el qual recaigui i dels honors que li siguin annexos, així com la incapacitat per obtenir els mateixos o altres anàlegs. Això fa necessari, com estableix el precepte, que la sentència en què s'imposi aquesta pena hagi d'especificar les ocupacions, càrrecs i honors sobre els quals recau la inhabilitació. La seva diferència amb la inhabilitació absoluta resideix doncs, a part de la durada mínima assenyalada per la llei, en l'àmbit general d'aquesta que abasta tot tipus de càrrecs, ocupacions i honors. Es diferencia de la suspensió, de la qual està molt millor delimitada que en la regulació anterior, fonamentalment en que aquesta només abasta a l'exercici del dret durant el temps de la condemna. És el tipus d'inhabilitació especial més freqüentment aplicada, juntament amb la que regula l'article 45 del Codi Penal.
b) Inhabilitació especial per al dret de sufragi passiu (art. 44 CP)

Priva el penat del dret a ser elegit per a càrrecs públics durant el temps de la condemna. Només s'imposa com a pena principal als desordres públics de l'article 559 CP, a part de disposar la seva aplicació als delictes electorals tipificats a la Llei Orgànica del Règim Electoral General (LOREG), modificada referent a això per la Disposició Derogatòria 1a f) del Codi Penal, de la manera com s'ordena a l'article 137 d'aquest. Es permet, així mateix, a l'autoritat judicial (art. 56 CP) que, en atenció a les circumstàncies del cas, la imposi com accessòria a aquells delictes amb els quals tingui relació. Aquestes condemnes hauran de ser comunicades pels òrgans jurisdiccionals al Registre Central de Penats i Rebels i a l'Oficina del Cens Electoral en aplicació del que disposa el Reial Decret 435/1992, de 30 d'abril.
c) Inhabilitació especial per a professió, ofici, indústria o comerç o qualsevol altre dret (art. 45 CP)

Priva el penat de la facultat d'exercir-lo durant el temps de la condemna. L'àmbit de la inhabilitació ha de concretar-se, de forma expressa i motivada, a la sentència i, lògicament, ha de guardar relació amb el delicte comès. Aquesta determinació serà sempre necessària donat els termes genèrics amb què se sol expressar aquesta pena al Codi Penal. No obstant això, algunes vegades és el propi Codi Penal el que determina la professió, dret, etc. al què es refereix la inhabilitació. Així doncs, els articles 144, 145 i 157 CP es refereixen a la inhabilitació de l'exercici de professió sanitària i a la prestació de serveis de tot tipus en hospitals, establiments o consultoris ginecològics, públics o privats. L'article 262 CP estableix la privació del dret a licitar en subhastes judicials o per a contractar amb les administracions públiques, mentre que l'article 337 CP circumscriu la inhabilitació a l'exercici del dret de caça o pesca. Igualment, en algunes ocasions, el Codi Penal esmenta expressament la inhabilitació a l'exercici de la professió directament relacionada amb el delicte comès, com, per exemple, són els casos dels articles 199.2 i 271 CP.
d) Inhabilitació especial per a l'exercici de la pàtria potestat, tutela, curatela, guarda o acolliment (art. 46 CP)

Priva el penat dels drets inherents a la pàtria potestat i suposa l'extinció dels altres càrrecs familiars esmentats en el precepte, així com la incapacitat per a ser nomenat per a les mateixes durant el temps de la condemna. S'imposa al Codi Penal en els casos dels articles 192, amb referència a tots els tipus del Títol VIII del Llibre II; 226 i 233, amb referència als delictes tipificats als articles 229-232 CP.
En els casos en què el Codi Penal imposa la pena d'inhabilitació especial, però sense determinar a quina de les modalitats es refereix aquesta, com és el cas dels articles 390, 393, 394, 396 o 463.3 CP, i en els supòsits en què aquesta determinació és només parcial, com és el cas de l'article 213 CP, l'autoritat judicial ha de determinar raonadament en la sentència el tipus d'inhabilitació que s'imposa al reu. El mateix passa quan la inhabilitació especial resulta imposada com a pena accessòria, en aquest cas l'article 56 CP estableix que s'imposarà aquell tipus d'inhabilitació que tingui relació directa amb el delicte comès el que s'haurà de determinar expressament a la sentència. Aquest criteri de l'article 56 CP resulta, com hem vist, d'aplicació general, per ministeri de l'article 79 CP.
Tractant-se d'una pena privativa de drets que figura en la relació d'aquestes penes de l'article 39 CP, la seva durada comprèn de 6 mesos a 20 anys, tal com recull l'article 40 CP. En conseqüència, i de conformitat amb l'article 33 CP, es tracta d'una pena greu quan és superior a 3 anys i menys greu en cas contrari. No obstant això, l'article 70.2.2 CP estableix que quan la Llei imposi la pena superior en grau a la fixada per un delicte determinat, i la fixada a aquest ja sigui el grau màxim, la pena superior en grau a la d'inhabilitació especial serà aquesta mateixa pena amb la clàusula de que la durada màxima sigui de 20 anys. Així mateix, quan de les regles sobre imposició de les penes en resulti una inferior al mínim, el jutge pot imposar-la sense subjectar-se a aquest límit inferior, tal com permet l'article 71 CP.

### Inhabilitació absoluta
La pena d'inhabilitació absoluta produeix, segons l'article 41 CP, la pèrdua definitiva de tots els honors, ocupacions i càrrecs públics que tingui el penat encara que siguin electius i, a més, implica la incapacitat per obtenir aquells o qualssevol altres, així com la de ser elegit per a càrrecs públics durant el temps de la condemna. No obstant això, els articles 527, 528 i 604 CP contenen una especificació o modalitat d'aquesta pena en l'àmbit de la mal anomenada «insubmissió». Així, aquesta particular espècie d'inhabilitació absoluta inclou la incapacitat per exercir qualsevol ocupació o càrrec públic al servei de les administracions, entitats, empreses públiques i organismes autònoms (el que suposa un aclariment de l'àmbit de la inhabilitació més que un afegit), així com per obtenir subvencions, beques o ajudes públiques de qualsevol tipus. No obstant això, tot i que la Llei inclogui aquestes peculiaritats en l'àmbit de la inhabilitació absoluta, sembla més aviat que estem davant d'una inhabilitació especial afegida o connexa a la inhabilitació absoluta pròpiament dita.
L'article 40 CP estableix la seva durada de 6 a 20 anys i, en conseqüència, té sempre la consideració de pena greu en la sistemàtica del Codi Penal de 1995, segons resulta de l'article 33.2.b). Existeixen modalitats especials i és així com l'article 527 CP estableix la seva durada entre 8 i 12 anys, l'article 604 CP entre 10 i 14 anys i l'article 70.2.2 CP disposa que la pena superior en grau a la d'inhabilitació absoluta, quan la inhabilitació respecte de la qual sigui superior ja hagi arribat al límit màxim, sigui aquesta mateixa pena amb la clàusula que la durada màxima prevegui els 20 anys. Igualment, es pot reduir la seva quantia mínima quan això sigui procedent per l'aplicació de les regles del Codi Penal que regulen la imposició de les penes, tal com permet l'article 71 CP.
Es tracta, en conseqüència, d'una típica pena privativa de drets i així la qualifica expressament el Codi Penal de 1995, cosa que no feia el de 1973, tot i que la naturalesa de la inhabilitació absoluta en ell regulada era idèntica a l'actual. No obstant això, l'expressió utilitzada al Codi, no produeix al reu una veritable incapacitat en sentit civil ja que no s'estableix en interès particular d'aquest. De la mateixa manera, el reu tampoc pot veure's suplerta la seva suposada falta de capacitat per cap institució a l'efecte (curatela, tutela, etc.). Es tracta d'una pena i, per tant, d'una minoració coactiva de l'esfera jurídica del subjecte per causa de la responsabilitat criminal en què ha incorregut; d'una prohibició o impossibilitat d'exercitar o ser titular de determinats béns jurídics. Com a pena privativa de drets està orientada característicament a la prevenció especial, és a dir, a aconseguir o facilitar que, mitjançant la seva aplicació, el delinqüent no torni a incórrer en el delicte. La seva concreta eficàcia resocialitzadora és bastant reduïda, tot i ser aquest l'objectiu fonamental assenyalat a les penes del Codi de 1995 en interpretació generosa i encertada de l'article 25.2 de la Constitució espanyola.
Com a tal pena pot tenir caràcter de principal si la Llei la imposa determinadament a l'hora de configurar el tipus concret de què es tracta o bé posseir caràcter accessori quan s'apliquen per raó d'haver-se assenyalat al delicte una pena principal privativa de llibertat sense menció expressa de pena principal privativa de drets, segons resulta de l'article 54 CP. Exemples del primer cas són nombrosos en el Codi Penal de 1995 (articles 167, 187.2, 188.2, 198, 204, 303, 432, 443, 444, 446, 473, 475 a 478, 482, 484, 521, 538, etc.), si bé és de dubtosa interpretació el cas de l'article 407 que parla d'«inhabilitació absoluta per a ocupació o càrrec públic». Donada la construcció del tipus i la menció de la inhabilitació especial en el següent paràgraf del precepte sembla que cal interpretar que es tracta d'una relliscada terminològic del legislador i que, en conseqüència, estem en presència d'una inhabilitació absoluta sense més i no que s'hagi configurat una variant de la inhabilitació especial per a aquesta cas concret. És pena accessòria en els casos en què s'assenyali al delicte una pena privativa de llibertat igual o superior a 10 anys, segons disposa l'article 55 CP.
Així mateix, convé destacar l'abundància de penes privatives de drets al Codi Penal de 1995 en comparació al de 1973. Això indica que el legislador ha recorregut generosament a aquest tipus de penes com una tècnica més per a eliminar les molt contraproduents penes curtes de privació de llibertat. Des del moment que s'ha incorporat la privació del dret de sufragi passiu, les condemnes consistents en aquesta pena han de ser comunicades expressament al Registre Central de Penats i Rebels i a l'Oficina del Cens Electoral, en aplicació del que disposa el Reial Decret 435/1992, de 30 d'abril.